# Église Saint-Pierre de Soulan
L'église Saint-Pierre de Soulan est une église catholique du XIIe siècle située à Soulan, dans le département français des Hautes-Pyrénées en France.

## Localisation
L'église Saint-Pierre, construite à même la roche, est située à l'entrée du hameau de Soulan, ancienne commune fusionnée avec Saint-Lary en 1963, au bord de la route départementale D 123

## Historique
L'église actuelle date du XVIIe siècle. Il semble qu'elle ait été précédée d'un premier édifice de style roman, comme l'atteste le tympan, au-dessus de la porte actuelle ornée d'un chrisme (monogramme du Christ) du XIIe siècle. L'escalier, qui remplace l'échelle pour accéder à la tribune, est l'œuvre d'un bénévole réalisée en décembre 1912.

## Architecture
L'église est bâtie suivant un plan habituel pour les églises romanes de la région : l'édifice est composé d'une nef unique, voûtée d'un berceau plein cintre et prolongée par une sacristie.
L'entrée se fait par un imposant clocher-porche couvert d'un toit en pavillon. Celui-ci abrite une seule cloche datée de 1510.
À l'intérieur, le maître-autel est orné d'un retable et d'un tabernacle du XVIIe siècle. Le retable se compose de trois panneaux architecturés abritant des statues de saints. L'église possède également, dans son mur nord, une armoirie eucharistique du XVIe siècle.

## Galerie

Sélection de vues diverses
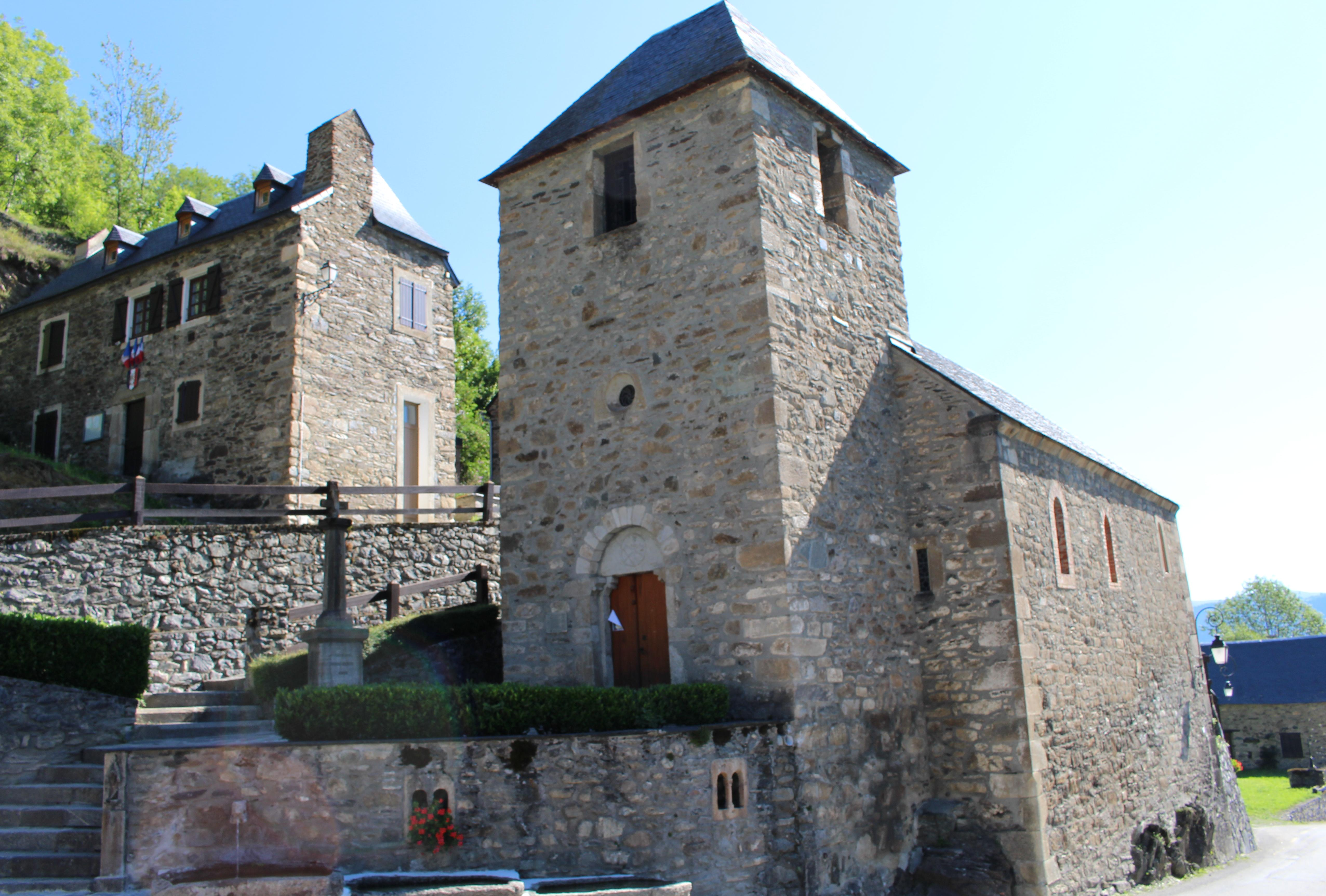
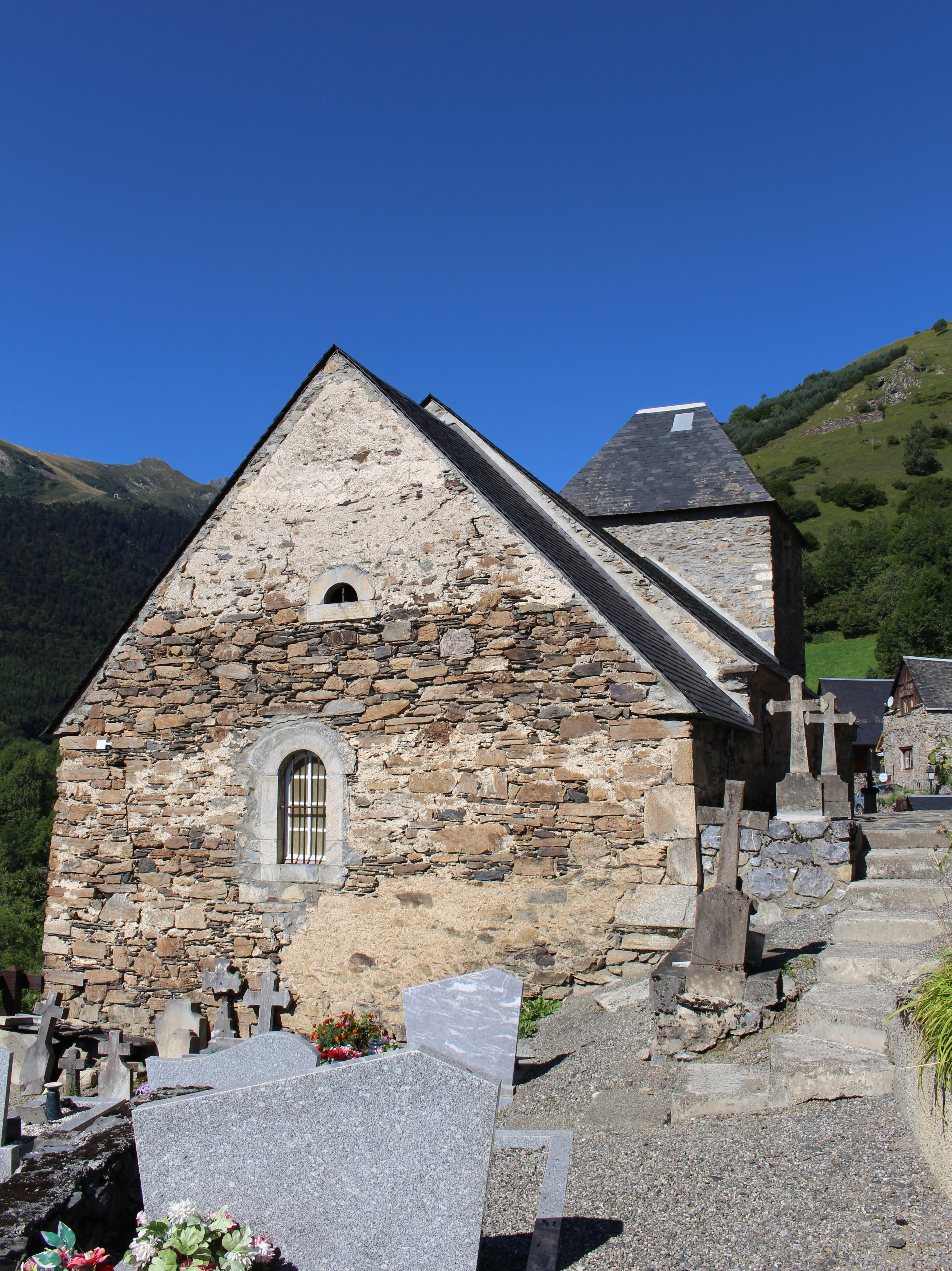
vue depuis le cimetière
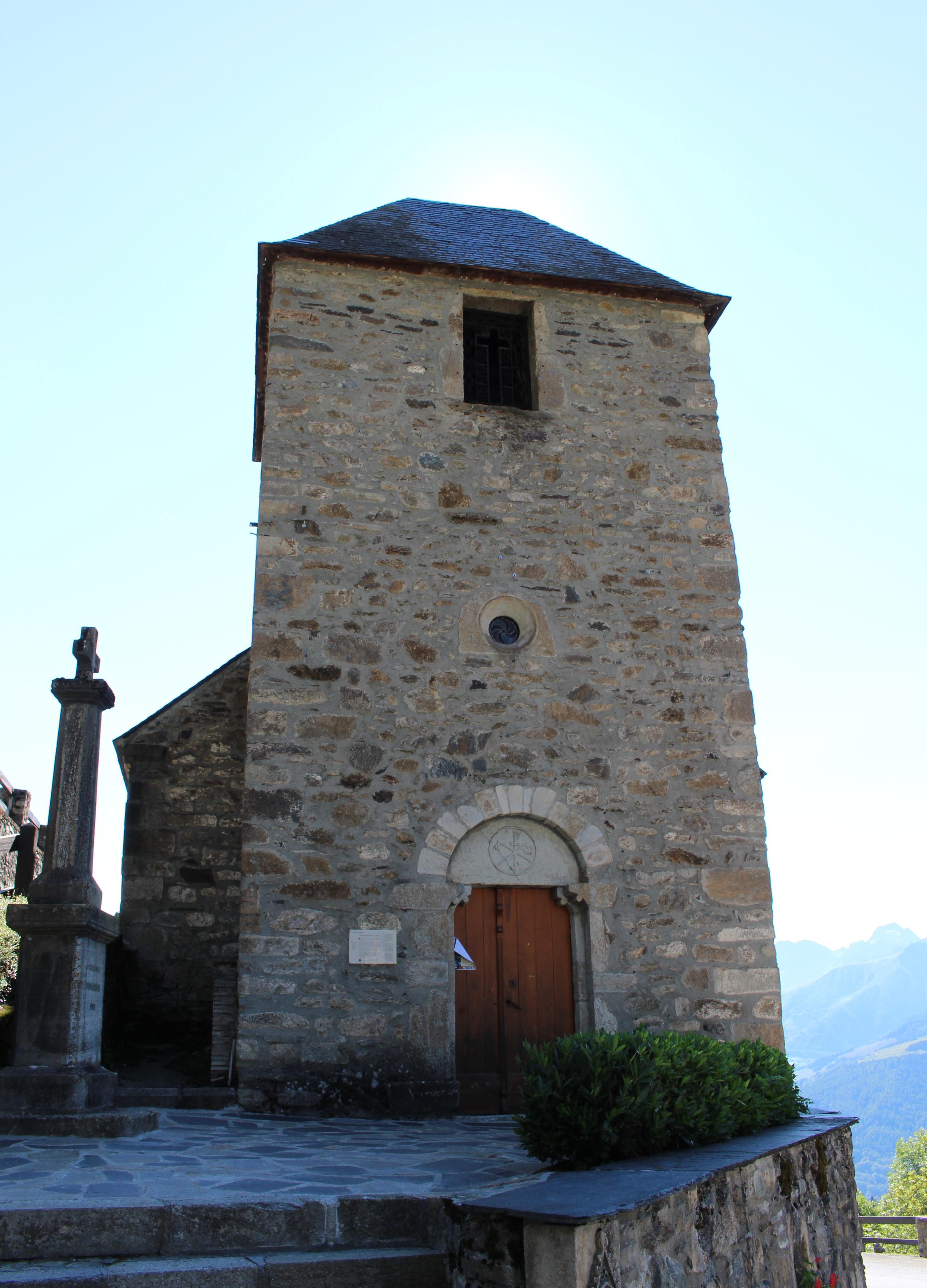
clocher-porche
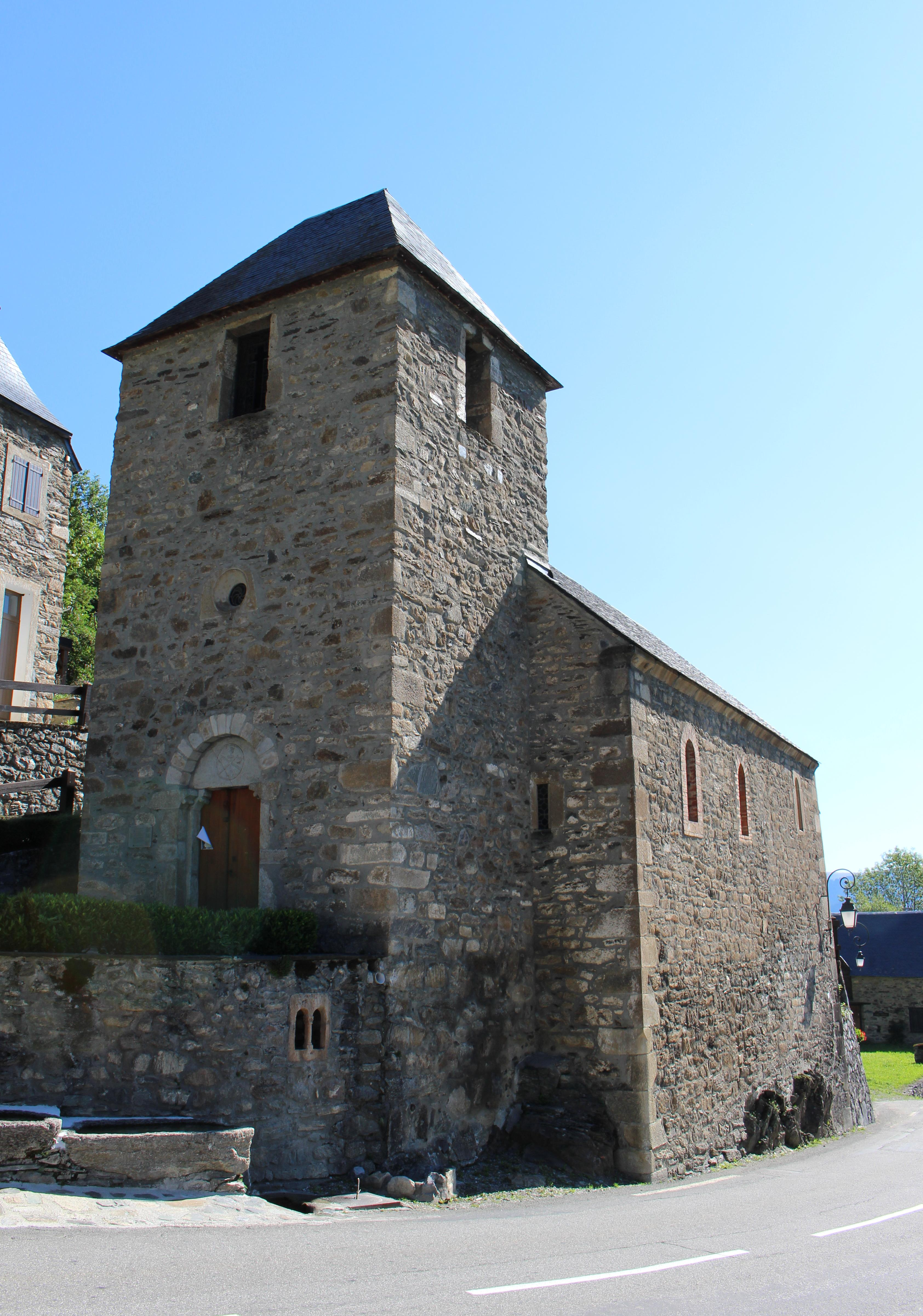
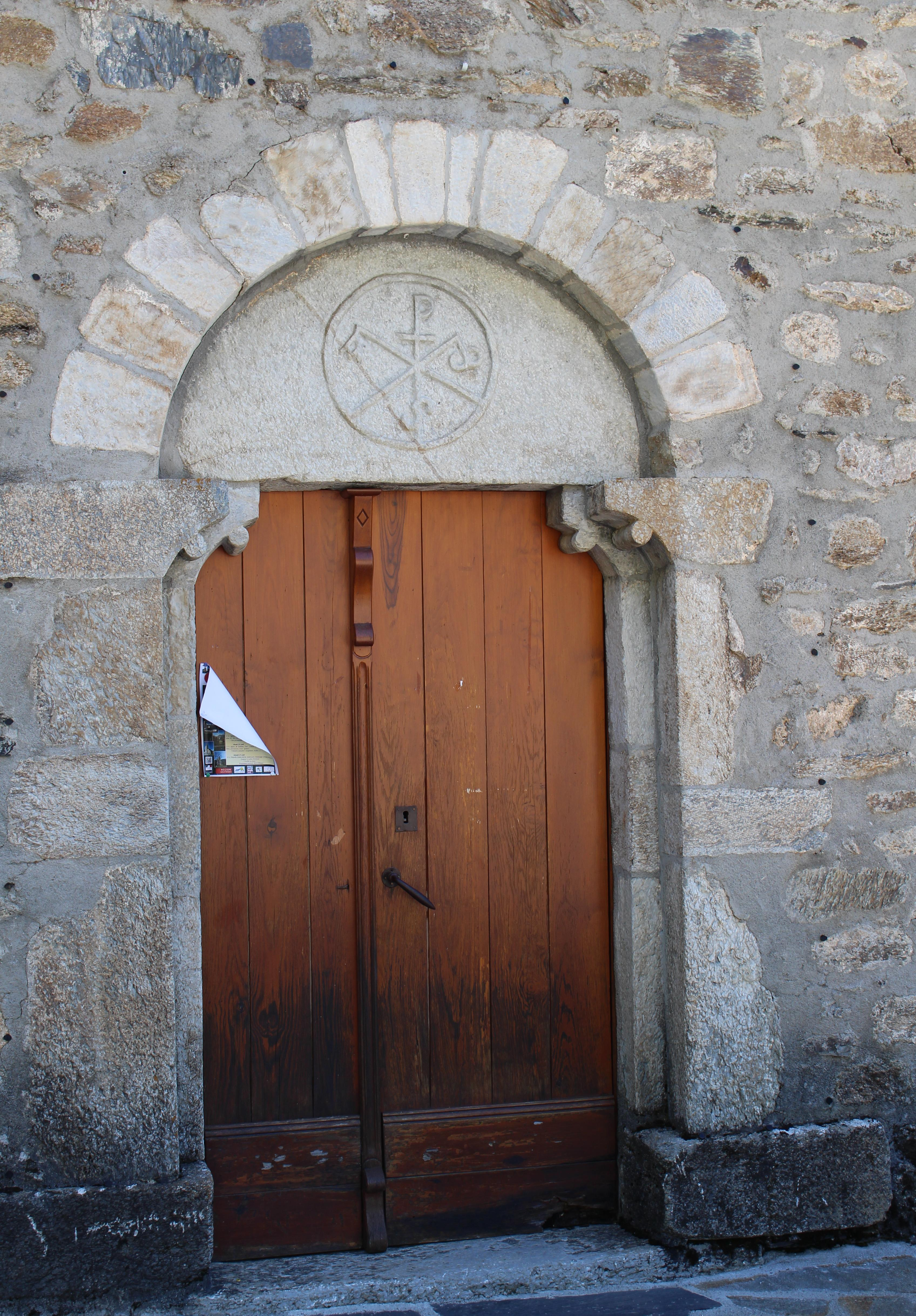
porte